# U-Bahnhof Neuperlach Zentrum
Der U-Bahnhof Neuperlach Zentrum ist ein Bahnhof der U-Bahn München. Er wurde am 18. Oktober 1980 eröffnet und liegt unter der Thomas-Dehler-Straße auf Höhe des Hanns-Seidel-Platzes, auf dem ein Busbahnhof gebaut wurde. So besteht eine Umsteigemöglichkeit zum Münchner Busnetz. Der mit Mittelbahnsteigen erbaute Bahnhof wird von der U5 bedient. Von 1999 bis 2006 war der Bahnhof der Endpunkt der Linie U8, die nach Feldmoching bzw. zum Olympiazentrum fuhr. Seit dem 12. Dezember 2011 ist der U-Bahnhof Endpunkt der Verstärkungslinie U7, die nur in der Hauptverkehrszeit fährt, seit dem 15. Dezember 2013 auch an Samstagen der erneut zum Olympiazentrum verkehrenden U8. 
Bis 2022 waren die Wände, wie die meisten U-Bahnhöfe der 1980er Jahre, mit abgerundeten beigefarbenen Faserzementplatten verkleidet; die Säulen in Bahnsteigmitte waren jedoch mit silberfarbenem Metall ausgeführt und nicht wie sonst üblich mit Fliesen. Im ersten Halbjahr 2022 fand eine Sanierung mit Neugestaltung des Bahnhofs statt. Die sogenannten Hintergleisfassaden erhielten Darstellungen mit städtebaulichen Motiven in Anklang an den hier befindlichen urbanen Mittelpunkt des Stadtviertels. Insgesamt bei vier Bahnhöfen der U5 Süd wurde ein neues Gestaltungskonzept umgesetzt, das die MVG gemeinsam mit dem Architekturbüro Allmannwappner entwickelt hatte. Die Lampen sind nicht in Form der üblichen Lichtbänder angeordnet, sondern in Quadraten über den gesamten Bahnsteigbereich. Er gehört zu den wenigen U-Bahnhöfen in München, die mit einem Fahrsteig ausgestattet sind. Das Sperrengeschoss befindet sich galerieartig über der Mitte des Bahnsteigs. Im Sperrengeschoss befinden sich eine Bäckereifiliale und ein Bahnhofskiosk.

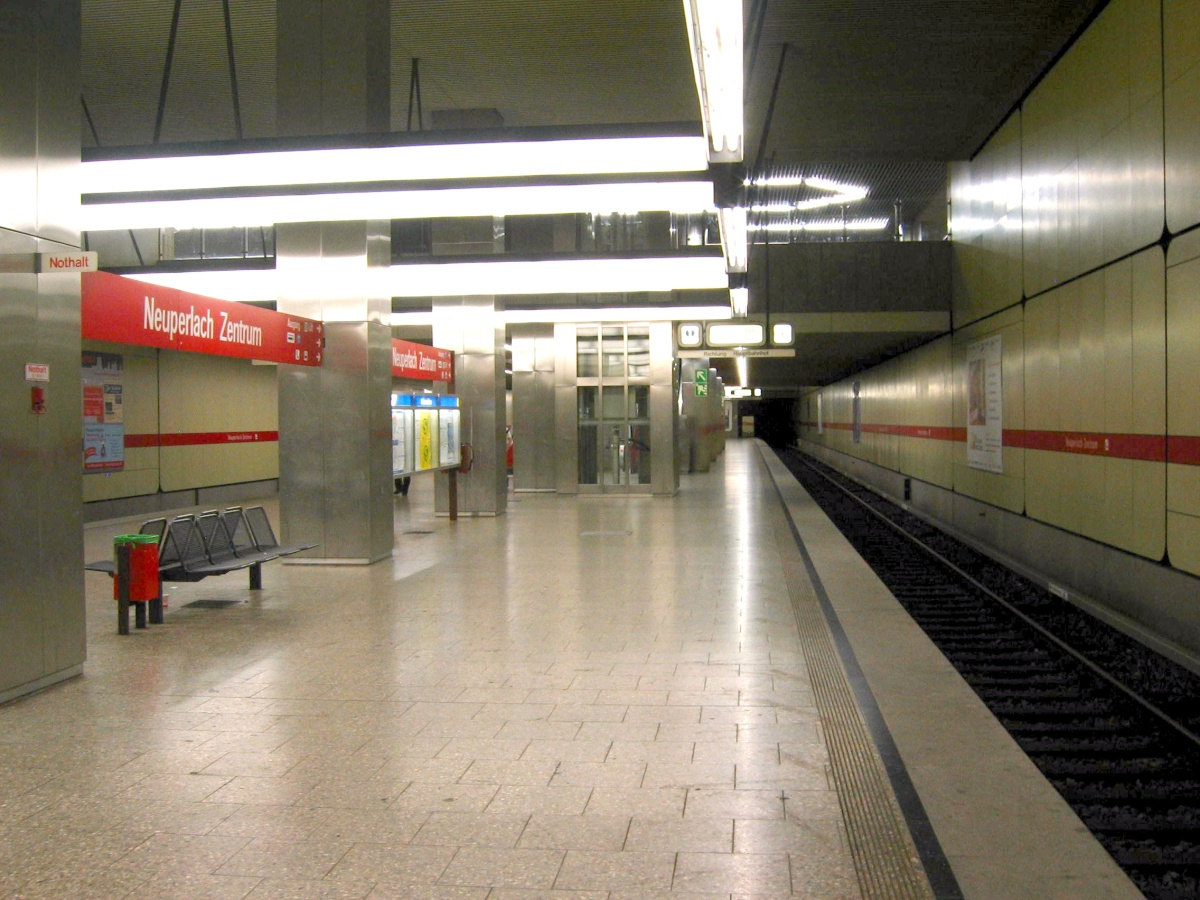
U-Bahnhof Neuperlach Zentrum 2006, vor dem Umbau

| Linie | Linienverlauf |
| ----- | --- |
| U5    | Laimer Platz – (670 m) – Friedenheimer Straße – (791 m) – Westendstraße – (806 m) – Heimeranplatz – (671 m) – Schwanthalerhöhe – (927 m) – Theresienwiese – (711 m) – Hauptbahnhof – (521 m) – Karlsplatz (Stachus) – (811 m) – Odeonsplatz – (933 m) – Lehel – (928 m) – Max-Weber-Platz – (1080 m) – Ostbahnhof – (1602 m) – Innsbrucker Ring – (982 m) – Michaelibad – (1708 m) – Quiddestraße – (778 m) – Neuperlach Zentrum – (764 m) – Therese-Giehse-Allee – (722 m) – Neuperlach Süd                                  |
| U7    | Olympia-Einkaufszentrum – (625 m) – Georg-Brauchle-Ring – (788 m) – Westfriedhof – (830 m) – Gern – (1007 m) – Rotkreuzplatz – (1102 m) – Maillingerstraße – (878 m) – Stiglmaierplatz – (1071 m) – Hauptbahnhof – (905 m) – Sendlinger Tor – (746 m) – Fraunhoferstraße – (1116 m) – Kolumbusplatz – (711 m) – Silberhornstraße – (553 m) – Untersbergstraße – (654 m) – Giesing – (1280 m) – Karl-Preis-Platz – (868 m) – Innsbrucker Ring – (982 m) – Michaelibad – (1708 m) – Quiddestraße – (778 m) – Neuperlach Zentrum |
| U8    | nur samstags: Olympiazentrum – (944 m) – Petuelring – (832 m) – Scheidplatz – (1103 m) – Hohenzollernplatz – (756 m) – Josephsplatz – (513 m) – Theresienstraße – (730 m) – Königsplatz – (583 m) – Hauptbahnhof – (905 m) – Sendlinger Tor – (746 m) – Fraunhoferstraße – (1116 m) – Kolumbusplatz – (711 m) – Silberhornstraße – (553 m) – Untersbergstraße – (654 m) – Giesing – (1280 m) – Karl-Preis-Platz – (868 m) – Innsbrucker Ring – (982 m) – Michaelibad – (1708 m) – Quiddestraße – (778 m) – Neuperlach Zentrum |